# Pedro de Samaniego Montemayor
Pedro de Samaniego Montemayor y Córdoba, vizconde de la Armería y marqués de Monte Real, (Madrid, 1704-Madrid, 1787) fue un noble, jurista y burócrata español, ministro del Consejo Real en el reinado de Fernando VI y primeros años de Carlos III.

## Origen familiar, títulos y mayorazgos
De familia noble y ascendencia navarra y conquense. Nació en Madrid el 28 de junio de 1704 y fue bautizado en la parroquial de San Martín el siguiente día 30. Era hijo de Pablo Agustín de Samaniego Montemayor y Córdoba, señor de Ximén Ramírez, caballero de Santiago y gentilhombre de boca de S.M., y de Francisca Flores de Septién y Ribera, su mujer, naturales de Madrid; nieto de Agustín de Samaniego y Pacheco, caballero de Santiago, natural de Masueco y oriundo de Estella, y de Mariana de Montemayor y Cetina, nacida en Cuenca, de los señores de Ximén Ramírez, y materno de Agustín Flores de Septién, también caballero de Santiago, contador del Consejo de la Suprema Inquisición, y de Mariana de Ribera.
Sus antepasados los Montemayor, señores de Ximén Ramírez y de la villa de los Otores, regidores perpetuos de la ciudad de Cuenca, tenían varonía Córdoba: fueron una línea menor de los Fernández de Córdoba Montemayor, señores de Alcaudete y de Montemayor.
Pedro era el tercer hijo varón del matrimonio, pero quedó subrogado en la primogenitura por haber profesado frailes los dos mayores en el Carmen Descalzo de Madrid. Por tanto sucedió a su padre en los señoríos familiares y en el mayorazgo y regimiento de Cuenca.
Pero más importante fue la herencia de su hermana Josefa, de quien hubo los títulos nobiliarios y el mayorazgo de la Armería de Navarra. María Josefa de Samaniego y Flores de Septién había casado en primeras nupcias con el pamplonés José de Aldaz y Aguirre, I vizconde de la Armería (1694) y I marqués de Monte Real (1705), poseedor de un mayorazgo al que estaban vinculadas por antiguo privilegio las Reales Armerías de Orbaiceta y Olaverri, con sus ingenios y bosques anejos, en la merindad de Sangüesa y reino de Navarra. Aldaz murió en 1729 sin hijos ni parientes propincuos, dejando a su viuda por sucesora en títulos y mayorazgo. Ella volvió a casar con el marqués de Andía pero tampoco de este tuvo prole, y en 1736 testó legando a su segundo marido el usufructo vitalicio del mayorazgo, e instituyendo por sucesor en la casa a su hermano Pedro, a quien poco después (hacia 1740) cedió en vida el título de vizconde de la Armería. La marquesa falleció en 1764, y Pedro la sucedió como marqués de Monte Real. Dos años después obtuvo el pleno dominio de las armerías al morir su cuñado el marqués de Andía, que gozaba del usufructo, y en 1767 las vendió a la Real Hacienda con todos sus bienes y derechos anejos.

## Carrera de jurista
Vistió la beca de colegial del Mayor de Oviedo en Salamanca desde el 12 de julio de 1722. Se licenció en Leyes por esta Universidad, opositó a cátedras y fue abogado de los Reales Consejos. En 1735 salió del colegio nombrado oidor de la Real Audiencia de Galicia, donde también fue corregidor y alcalde mayor de la ciudad de La Coruña, subdelegado y asesor general de rentas reales de aquel reino y alcalde mayor de la misma Audiencia desde el 26 de octubre de 1735. El 19 de junio de 1740 fue nombrado  fiscal de la Real Chancilleria de Valladolid, y cuatro años después pasó a Madrid como alcalde de Casa y Corte (nombrado el 9 de noviembre de 1744). En 1746 pasó a Vizcaya como corregidor y visitador general de la provincia y señorío. El 17 de marzo de 1748 se le dio plaza de ministro togado en el Consejo de Hacienda, el 10 de noviembre siguiente fue nombrado fiscal de lo civil en el de Castilla, y el 22 de febrero de 1752 alcanzó el codiciado nombramiento de ministro de este Supremo Consejo. Ese mismo año ya era miembro de la Junta de Comercio, Moneda y Minas, y desde el siguiente, consejero de la Suprema Inquisición (nombrado el 27 de julio de 1753).

## Asistente de Sevilla
Entre 1756 y 1760 desempeñó los cargos de asistente de Sevilla, superintendente de rentas reales de esta provincia, maestre de campo general de sus Milicias e intendente general de los ejércitos de los Cuatro Reinos de Andalucía. Empezó a servir estos cargos «por comisión» en 1756, sustituyendo a Fernando de Valdés y Quirós; obtuvo las plazas en propiedad por nombramiento del 15 de marzo de 1757, y tras licenciarse en el Consejo de Castilla tomó posesión de ellas el 25 de mayo siguiente. Cesó el 30 de mayo de 1760, destinándole de nuevo S.M. a sus funciones en el Consejo, y le sucedió interinamente Julián Robión.
Durante este periodo al frente del gobierno municipal de Sevilla, promovió una serie de obras para reparar los daños causados en la ciudad por el Terremoto de Lisboa, ocurrido el 1.º de noviembre de 1755.
En 1758 firmó un Edicto para la adecuada limpieza de calles, por el que creaba una Junta de limpieza que se encargaría de este servicio público, y la dotaba con un arbitrio de 6 reales anuales sobre cada casa de la ciudad. Para mayor comodidad de los vecinos, esta tasa sería pagadera en tres vencimientos al año, de dos reales, y recaudada por cobradores a domicilio. El edicto señalaba asimismo cinco lugares de la ciudad donde tirar basura y escombros, e imponía sanciones económicas y hasta de cárcel para los infractores.

## Últimos años
Después de cesar en el gobierno de Sevilla, donde había enviudado, regresó a Madrid, y se reincorporó al Consejo de Castilla el 30 de mayo de 1760.
En 1764 murió su hermana Josefa, a quien sucedió como marqués de Monte Real. En 1766 obtuvo el pleno dominio de las Reales Armerías de Navarra al morir su cuñado el marqués de Andía, que poseía el usufructo, y en 1767 las vendió a la Real Hacienda con todos sus bienes y derechos anejos.
En 1765 servía en Palacio como juez del Real Bureo, y estaba asignado a la casa de la reina madre.
Como consejero de Castilla, desempeñó por turno la presidencia del Honrado Concejo de la Mesta durante el bienio 1767-1768.
Jubilado con sueldo desde el 23 de febrero de 1769, se retiró al convento de San Hermenegildo de Madrid, donde tenía dos hermanos carmelitas descalzos, y allí expiró el 9 de junio de 1787, a los 83 años de su edad.
Había testado en la villa y corte el 30 de diciembre de 1767 ante el escribano Manuel Gómez Guerrero.

## Obra de doctrina jurídica
Hacia 1750, siendo fiscal del Consejo de Castilla, y acerca del exequátur de los breves apostólicos, redactó un Alegato sobre el incontestable derecho que tiene el Soberano para que los breves y despachos de la Curia Romana no puedan executarse en los reynos de España sin que se presenten al Consejo para su pase y reconocimiento.

## Matrimonio y descendencia
El 15 de mayo de 1740 casó en Zamora, parroquia de San Juan, con Juana Antonia Pizarro y Trejo, que nació en dicha ciudad en 1717 y finó en Sevilla durante la asistencia de su marido, el 26 de noviembre de 1757. Había otorgado poder para testar el 25 de noviembre de 1757 en los Reales Alcázares de Sevilla ante Carlos de Silva, en cuya virtud se hizo su testamento póstumo el 4 de febrero de 1758, ante el mismo escribano. Fue hija de Juan Manuel Pizarro y Cabeza de Vaca, señor de Macada del Hoyo, del Consejo de S.M. y su diputado de Millones en el de Hacienda, natural y regidor perpetuo de Zamora, y de Francisca Rosa de Trejo Cárdenas Bracamonte y Mieres, su mujer, nacida en Cazurra.
De este matrimonio quedaron cuatro hijos:
1. Manuel de Samaniego y Pizarro (1742-1799), IV vizconde de la Armería por cesión de su padre, y después IV marqués de Monte Real, gentilhombre de cámara de S.M. y subteniente del Regimiento de África. Natural de Valladolid, fue bautizado en la Magdalena el 3 de enero de 1742; finó en Madrid, feligresía de Santiago, el 30 de noviembre de 1799, y fue enterrado como su padre en el Carmen Descalzo. Casó en León, parroquia de San Martín, el 16 de octubre de 1760, con María del Pilar Fausta de Sámano Urbina y Velandia (1741-1783), VI marquesa de Caracena del Valle, VIII de Villabenázar y III de Valverde de la Sierra, que fue bautizada en dicha iglesia el 21 de octubre de 1741 y murió el 3 de julio de 1783 en Castillejo del Romeral, aldea de la ciudad de Huete. Hija de Antonio Alejandro de Sámano Urbina y Tebes, V marqués de Villabenázar y V de Caracena del Valle, señor de las villas de Cidamón, Comunión y Bergüenda, castellano de Laguardia, regidor perpetuo de León, natural de Santo Domingo de la Calzada, y de María Antonia de Velandia y Araciel, a quien premurió, VI marquesa de Tejada de San Llorente, natural de Medina del Campo. Con descendencia en que siguen todos estos títulos.[18]
2. María Donata de Samaniego y Pizarro (1742-1799), VI vizcondesa de la Armería (desde 1793, en sucesión de su hermano Matías), dama de honor de la reina María Luisa de Parma y de su Orden de Damas Nobles, natural de Valladolid, que fue bautizada en la Magdalena el 13 de diciembre de 1742 y murió en Madrid el 2 de octubre de 1799, siendo enterrada en San Pedro el Real. Casó dos veces: la primera en Madrid, San Martín, el 27 de abril de 1763, con Juan Esteban de Armendáriz y Monreal (1716-1784), II marqués de Castelfuerte, coronel de Caballería, gentilhombre de Cámara de S.M., señor del palacio cabo de armería y lugar de Ezcay en el valle de Lónguida y merindad de Sangüesa. Él estaba viudo de María Manuela de Acedo y Ximénez, de la que tuvo descendencia en que siguió su casa. Nacido en Pamplona el 4 de enero de 1716 y finado en 1784, era hijo del teniente general Juan Francisco de Armendáriz y Perurena, II marqués de Castelfuerte, caballero de Santiago, natural de Pamplona, y de María Joaquina de Monreal y Ezcay, su mujer, señora de Ezcay y de la casa de Monreal, nacida en Aoiz. Donata contrajo segundas nupcias en la misma iglesia de Madrid el 18 de marzo de 1795 con el teniente general Ignacio de Lancáster y Araciel (1737-1804), inspector general de milicias, caballero de Calatrava, comendador de la Peña de Martos y gran cruz de Carlos III, natural de Madrid, que fue bautizado en San Luis el 1.º de agosto de 1737 y murió sin prole el 2 de marzo de 1804. Era hermano de Agustín de Lancáster y Araciel, duque de Lancáster y capitán general de Cataluña; hijo legítimo de Agustín José de Lancáster y Herrera y de Jerónima de Araciel y Guidi, naturales de Milán, y nieto natural del III duque de Linares, virrey de Nueva España. Con descendencia del primero, extinta, en que siguió el vizcondado por una generación.[19]
3. Matías de Samaniego y Pizarro (1745-1793), V vizconde de la Armería (desde 1785, por cesión su hermano Manuel), que murió sin descendencia.[20]
4. Y Atilana de Samaniego y Pizarro (1746-1787), comendadora de Santiago en el convento de Sancti Spiritus de Salamanca. Falleció el 9 de abril de 1787 en el convento de Madrid, donde residía temporalmente, y fue sepultada en el mismo.[20]